# الاتحاد المكسيكي لكرة القدم
تأسس الاتحاد المكسيكي لكرة القدم (بالإسبانية: Federación Mexicana de Fútbol)‏ في عام 1927م وانضم إلى الإتحاد الدولي لكرة القدم في 1929م وإنضم إلى اتحاد أمريكا الشمالية لكرة القدم في 1961م.

شعار الاتحاد المكسيكي السابق